# Виенски лагер
Виенски лагер (Vienna lager) е вид бира, от типа „европейски амбър лагер“ (European Amber Lager).

## История
Оригиналният виенски амбър (кехлибарен, янтарен) лагер, е разработен от австриеца Антон Дреер (Anton Dreher) през 1840 г. Дреер създава голямо пивоварно предприятие във Виена, а по късно основава пивоварни и в Будапеща, в Триест, и в Михаловец (Бохемия). През 1930-те години виенската пивоварна фалира – Виенската бира престава да се произвежда в Австрия, но заживява нов живот в Мексико, където е пренесена от Сантяго Граф (Santiago Graf) и други австрийски пивовари-емигранти в края на ХІХ век. Стилът се възражда отново в Австрия едва в началото на 1990-те години.

## Характеристика
Своите качества този вид бира дължи на виенския малц. Използва се само висококачествен малц, съчетан с континентален европейски хмел от благородни сортове. Американските версии са по-силни, сухи и горчиви, докато европейските обикновено са по-сладки.
Този вид бира се отличава със светлочервен кехлибарен до меден цвят; прозрачност; обилна, жълтеникава и устойчива пяна, богат малцов вкус и аромат на виенски или мюнхенски малц, с хмелни нотки.
Много от мексиканските амбър и тъмни лагери в миналото са се правели по-автентични, но днес повечето напомнят сладките, с много добавки американски тъмни лагери.
Алкохолно съдържание: 4,5 – 5,7 %.

## Марки виенски лагер
Типични търговски марки виенски лагер са: в Австрия: Ottakringer Wiener Original, Schloss Eggenberg Nessie, Stiegl-Ambulanz Wiener Lager, Gusswerk Wiener Lager, Gablitzer Wiener Lager, Brew Age Malzstrasse, в Германия: Altstadthof Rotbier, Bierfabrik Berlin Rotbier, Fallersleben Rotbier, Brauerei Wagner Kupferstich Rotbier, St. Michaelis Rotbier, в Мексико: Noche Buena, Negra Modelo, в САЩ: Great Lakes Eliot Ness, Samuel Adams Vienna Style Lager, Old Dominion Aviator Amber Lager, Gordon Biersch Vienna Lager, Capital Wisconsin Amber.